# Запршка
Запршка је кувана или упржена смеша брашна и масти или уља, која се користи за згушњавање соса или куваних јела.